# Mas Flow 2.5
Más Flow 2.5 es una reedición del disco de Más Flow 2. Es un disco doble, un CD + DVD, producido ejecutivamente por el dúo dominicano Luny Tunes. El álbum incluye 18 canciones, además de nueve vídeos de los productores junto a los artistas que participaron en el álbum. El disco también incluye el sencillo «Alócate», interpretado por el cantante Zion.
Más Flow 2.5 es un disco promocional a Más Flow: Los Benjamins y además de Zion, cuenta con nombres reconocidos como Wisin & Yandel, Daddy Yankee, Tony Tun-Tun, Ivy Queen, Héctor El Bambino y Tito El Bambino, entre una larga lista de primeros intérpretes. Éxitos como «Rakata», «Mayor que yo», «El Tiburón» y «Obsession» figuran en esta nueva selección.

## Canciones
CD

| N.º | Título                                                                                    | Duración |  |
| 1.  | «Ponla Ahí» (Yo-Seph «The One»)                                                           | 3:46     |  |
| 2.  | «Alocáte» (Zion)                                                                          | 3:08     |  |
| 3.  | «Verme» (Baby Ranks & Notch)                                                              | 5:47     |  |
| 4.  | «Mayor Que Yo» (Baby Ranks, Daddy Yankee, Héctor el Father, Wisin & Yandel, Tony Tun-Tun) | 4:08     |  |
| 5.  | «Rakatá» (Wisin & Yandel)                                                                 | 2:51     |  |
| 6.  | «Te He Querido, Te He Llorado» (Ivy Queen)                                                | 4:13     |  |
| 7.  | «Mírame» (Daddy Yankee & Deevani)                                                         | 3:33     |  |
| 8.  | «Dale Castigo (Remix)» (Hector el Father)                                                 | 3:06     |  |
| 9.  | «Es Mejor Olvidarlo» (Zion & Lennox con Baby Ranks)                                       | 4:50     |  |
| 10. | «El Tiburón» (Alexis & Fido con Baby Ranks)                                               | 2:58     |  |
| 11. | «Tortura» (Yaga & Mackie)                                                                 | 3:42     |  |
| 12. | «Déjala Volar» (Tito El Bambino)                                                          | 3:24     |  |
| 13. | «Con Rabia» (Polaco)                                                                      | 3:19     |  |
| 14. | «Sóbale El Pelo» (Tony Dize)                                                              | 2:21     |  |
| 15. | «Obsession (Remix)» (Frankie J con Mr. Phillips)                                          | 3:34     |  |
| 16. | «Acorralándome» (Trébol Clan)                                                             | 2:12     |  |
| 17. | «Gangsta» (Julio Voltio con Baby Ranks)                                                   | 3:27     |  |
| 18. | «Una Salida» (Baby Ranks con Bori [Cultura Profética])                                    | 5:41     |  |

DVD
1. Wisin & Yandel - Rakatá
2. Alexis, Baby Ranks & Fido - El Tiburón
3. Baby Ranks, Daddy Yankee, Tony Tun-Tun & Wisin & Yandel - Mayor Que Yo
4. Ivy Queen - Te He Querido, Te He Llorado
5. Polaco - Con Rabia
6. Héctor El Father - Dale Castigo
7. Tony Dize - Sóbale El Pelo
8. Tito El Bambino - Déjala Volar
9. Zion - Alócate